# Pierre Henry Lefebvre de Vatimesnil
Pierre Henry Lefebvre de Vatimesnil est un homme politique français né le 15 mai 1751 à Rouen (Normandie) et mort le 15 septembre 1831 à Vatimesnil (Eure).

## Biographie
Fils d'un conseiller à la cour des comptes de Normandie, il devient conseiller au Parlement de Rouen en 1775. En 1789, il est chargé de rédiger le cahier de doléances de la noblesse du bailliage de Rouen, mais se tient à l'écart de la vie publique sous la Révolution et le Premier Empire.
Il est député de l'Eure de 1820 à 1827, siégeant dans la majorité soutenant les gouvernements de la Restauration.

## Famille
Il épouse Marie Jeanne Hélène Gaudin. De leur union naît :
- Antoine François Henri Lefebvre de Vatimesnil (1789-1860)[1].